# مفاعيل
المفاعيل أو المفعولات خمسة:
- المفعول به: اسم منصوب، وهو ما وقع عليه الحدث (فعل الفاعل).

مثال: كتبتُ الدرسَ.
والمفعول به: اسم ظاهر، أو ضمير متصل، أو ضمير منفصل، أو مؤول، نحو «ألا تحبون أن يغفرَ اللهُ لكم»، أو جملة.
- المفعول المطلق: مصدرٌ منصوب، وهو بعد فعلٍ من لفظه؛ للتوكيد، أو بيان نوعه، أو آلته، أو عدده. وأنواعه:

المصدر المؤكّد للفعل. مثال: صبرت صبراً.
المصدر المبيّن للعدد. مثال: خطوتُ خطوتين.
المصدر المبيّن للنوع. مثال: فاصبر صبراً جميلاً.
المصدر الذي يدلّ على الآلة. مثال: جُلد اللص سوطاً.
- المفعول فيه (الظرف): ظرفٌ، وهو مكان حدوث الفعل أو زمانه.

وهو ظرفان: 
زمان: وهو وقت حدوث الفعل. مثال: سافرتُ ليلاً.
مكان: وهو مكان حدوث الفعل. مثال: جلستُ عندَكَ.
- المفعول من أجله: مصدر منصوب، وهو بعد الفعل لبيان علّته (أي: سبب حدوثه).

مثال: سافرتُ طلباً للعلم. وقفت إكراماً للجد. وعلامته أن يصِحَّ جوابَ (لماذا فعلت؟)
- المفعول معه: اسمٌ منصوب، وهو بعد واو تسمَّى «واو المعيّة»، ومعناه «مع»، وهو مصاحب الحدث، أي: لمَنْ حدث الفعلُ بمعيّته.

مثال: سرت وخالداً.